# أيديولوجيا العصا الغليظة

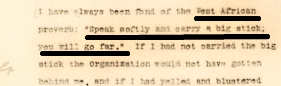
تصريح للرئيس الأمريكي ثيودور روزفلت يذكر فيه أيديولوجيا العصا الغليظة.

أيديولوجية العصا الغليظة (وتسمى أيضا دبلوماسية العصا الغليظة، أو فلسفة العصا الغليظة، أو سياسة العصا الغليظة)، كانت نهجًا سياسيًا استخدمه الرئيس السادس والعشرون للولايات المتحدة ثيودور روزفلت. اشتقت هذه المصطلحات من قول مأثور قاله روزفلت في كثير من الأحيان: "تحدث بهدوء واحمل عصا غليظة؛ فسوف تذهب بعيدًا". استخدمت الصحافة الأمريكية في عهده، وكذلك العديد من المؤرخين المعاصرين اليوم، مصطلح "العصا الغليظة" لوصف مواقف السياسة الخارجية خلال إدارته. وصف روزفلت أسلوبه في السياسة الخارجية بأنه "ممارسة التفكير الذكي والعمل الحاسم قبل حدوث أي أزمة محتملة بفترة كافية".
شملت دبلوماسية العصا الغليظة التي مارسها روزفلت خمسة مكونات أولاً، كان من الضروري امتلاك قدرة عسكرية جدية من شأنها أن تجبر الخصم على الانتباه. في ذلك الوقت كان ذلك يعني وجود بحرية ذات مستوى عالمي؛ لم يكن لدى روزفلت جيش كبير تحت تصرفه قط. وكانت الصفات الأخرى هي التصرف بشكل عادل تجاه الدول الأخرى، وعدم الخداع أبدًا، وعدم الضرب إلا عندما تكون مستعدًا للضرب بقوة، والاستعداد للسماح للخصم بحفظ ماء الوجه في الهزيمة.
يدور المفهوم حول التفاوض السلمي مع الحفاظ على موقع القوة في حالة الشدائد. إن فكرة استخدام "العصا الغليظة" أو القوة العسكرية في نفس الوقت، تتوافق بشكل وثيق مع السياسة الواقعية، التي تدعو إلى السعي وراء السلطة السياسية التي تشبه بالمبادئ المكيافيلية. ويشبه هذا النهج دبلوماسية الزوارق الحربية (أو دبلوماسية مدافع الأسطول)، كما تستخدمها القوى الكبرى في السياسة الدولية.

## وصلات خارجية
- A site about Big Stick Ideology
- Information about the political aspects of the Big Stick